# Lista das missões de manutenção da paz das Nações Unidas
As Nações Unidas autorizaram 59 missões de manutenção da paz (peacekeeping) até outubro de 2004. Não estão inclusas nestas missões as intervenções diretas em conflitos, autorizadas pelas Nações Unidas, como a Guerra da Coréia e a Guerra do Golfo. A década de 1990 foi a que mais teve missões de manutenção da paz até hoje.

## Década de 1940
- 1948 UN Truce Supervision Organization (UNTSO) autorizada em junho de 1948, foi a primeira missão de manutenção da paz das Nações Unidas.
  - Objetivo: Monitorar o cessar-fogo árabe-israelense.
    - Status: Em andamento.
- 1949 UN Military Observer Group in India and Pakistan (UNMOGIP)
  - Objetivo: Monitorar o cessar-fogo entre a Índia e o Paquistão na Caxemira.
    - Status: Em andamento.

## Década de 1950
- 1956 UN Emergency Force I (Força de Emergência das Nações Unidas) (UNEF I), primeira força de paz armada.
  - Objetivo: Supervisionar a retirada de tropas durante a Crise de Suez.
    - Status: Terminou em junho de 1967
- 1958 UN Observation Group in Lebanon (UNOGIL)
  - Objetivo: Prevenir a entrada de tropas e armamentos durante a crise do Líbano.
    - Status: Terminou em dezembro de 1958.

## Década de 1960
- 1960 UN Operation in the Congo (ONUC)
  - Objetivo: Prevenir intervenção estrangeira e preservar o território do Congo
    - Status: Terminou em junho de 1964
- 1962 UN Security Force in West New Guinea (West Irian) (UNSF)
  - Objetivo: Monitorar cessar-fogo durante a transição do domínio dos Países Baixos do Irian Ocidental para o governo indonésio
    - Status: Terminou em abril de 1963
- 1963 UN Yemen Observation Mission (UNYOM)
  - Objetivo: Supervisionar o desengajamento da Arábia Saudita e do Egito da guerra civil no Iémen.
    - Status: Terminou em setembro de 1964
- 1964 UN Peacekeeping Force in Cyprus (UNFICYP)
  - Objetivo: Prevenir o conflito entre cipriotas gregos e turcos.
    - Status: Em andamento
- 1965 Mission of the Representative of the Secretary-General in the Dominican Republic (DOMREP)
  - Objetivo: Monitorar os conflitos provocados por disputas governameentais na República Dominicana.
    - Status: Terminou em outubro de 1966
- 1965 UN India-Pakistan Observation Mission (UNIPOM)
  - Objetivo: Supervisionar o cessar-fogo entre Índia e Paquistão fora de Kashmir
    - Status: Terminou em março de 1966

## Década de 1970
- 1973 UN Emergency Force II (Força de Emergência das Nações Unidas)(UNEF II)
  - Objetivo: Supervisionar a retirada das forças do Sinai após o conflito entre Egito, Síria e Israel.
    - Status: Terminou em julho de 1979
- 1974 UN Disengagement Observer Force (UNDOF)
  - Objetivo: Manter o cessar-fogo entre a Síria e Israel nas Colinas de Golã
    - Status: Em andamento
- 1978 UN Interim Force in Lebanon (UNIFIL)
  - Objetivo: Supervisionar a retirada israelita do Líbano
    - Status: Israel completou a retirada de suas tropas do Líbano

  - Objetivo: Manter a paz e segurança internacional, e ajudar ao governo libanês a restaurar sua autoridade na área
    - Status: Em andamento

## Década de 1980
- 1988 UN Good Offices Mission in Afghanistan and Pakistan (UNGOMAP)
  - Objetivo: Estabelecer a não-interferência mútua entre Afeganistão e Paquistão
    - Status: Terminou em março de 1990
- 1988 UN Iran-Iraq Military Observer Group (UNIIMOG)
  - Objetivo: Supervisionar o cessar-fogo entre o Irã e Iraque
    - Status: Terminou em fevereiro de 1991
- 1989 UN Angola Verification Mission I (UNAVEM I)
  - Objetivo: Supervisionar a retirada de tropas cubanas de Angola
    - Status: Terminou em junho de 1991
- 1989 UN Transition Assistance Group (UNTAG)
  - Objetivo: Supervisionar as eleições na Namíbia e sua transição para a independência
    - Status: Terminou em março de 1990
- 1989 UN Observer Group in Central America (ONUCA)
  - Objetivo: Monitorar o cessar-fogo na Nicarágua
    - Status: Terminou em janeiro de 1992

## Década de 1990
- 1991 UN Iraq-Kuwait Observation Mission (UNIKOM)
  - Objetivo: Impor na fronteira Kuwait-Iraque segurança depois da Guerra do Golfo
    - Status: Terminou em 2003
- 1991 UN Angola Verification Mission II (UNAVEM II)
  - Objetivo: Impor cessar-fogo na guerra civil angolana
    - Status: Terminou em fevereiro de 1995
- 1991 UN Observer Mission in El Salvador (ONUSAL)
  - Objetivo: Assegurar cessar-fogo na guerra civil de El Salvador
    - Status: Terminou em abril de 1995
- 1991 UN Mission for the Referendum in Western Sahara (MINURSO)
  - Objetivo: Implementar o cessar-fogo e ajudar a  promover o referendo sobre o futuro da área.
    - Status: Em andamento
- 1991 UN Advance Mission in Cambodia (UNAMIC)
  - Objetivo: Preparar o terreno para atuação da UN Transitional Authority no Camboja
    - Status: Terminou em março de 1992
- 1992 UN Protection Force (UNPROFOR e UNPREDEP)[1]
  - Objetivo: Proteger a área da Croatia, Bósnia e Herzegovina e Macedônia (atual Macedônia do Norte)
    - Status: restruturado em dezembro de 1995
- 1992 UN Transitional Authority in Cambodia (UNTAC)
  - Objetivo: Assistência à reorganização do Cambodja
    - Status: setembro de 1993
- 1992 UN Operation in Somalia I (UNOSOM I)
  - Objetivo: Assegurar o cessar-fogo; reorganizada como Unified Task Force (UNITAF)[1]
    - Status: Substituído em março de 1993 pela UNOSOM II
- 1992 UN Operation in Mozambique (ONUMOZ)
  - Objetivo: Monitorar cessar-fogo na Guerra Civil de Moçambique
    - Status: Terminou em dezembro de 1994
- 1993 UN Operation in Somalia II (UNOSOM II)
  - Objetivo: Estabilizar a Somália e apoiar os esforços de assistência humanitária
    - Status: Terminou em março de 1995
- 1993 UN Observer Mission Uganda-Rwanda (UNOMUR)
  - Objetivo: Assegurar o cessar-fogo entre Rwanda e o grupo rebelde baseado em Uganda
    - Status: Terminou em setembro de 1994
- 1993 UN Observer Mission in Georgia (UNOMIG)
  - Objetivo: Impor cessar-fogo entre Geórgia e separatistas da Abecásia
    - Status: Em andamento
- 1993 UN Observer Mission in Liberia (UNOMIL)
  - Objetivo: Monitorar cessar-fogo e eleições na Libéria
    - Status: Terminou em setembro de 1997
- 1993 UN Mission in Haiti (UNMIH)
  - Objetivo: Estabilizar o Haiti depois de golpe de estado
    - Status: Terminou em junho de 1996
- 1993 UN Assistance Mission for Rwanda (UNAMIR)
  - Objetivo: Monitorar cessar-fogo  e, após o genocídio de Ruanda, promover assistência humanitária
    - Status: Terminou em março de 1996
- 1994 UN Aouzou Strip Observer Group (UNASOG)
  - Objetivo: Monitorar a retirada da Líbia dos territórios disputados, atribuídos pela   Corte Internacional de Justiça ao Chade
    - Status: Terminou em junho de 1994
- 1994 UN Mission of Observers in Tajikistan (UNMOT)
  - Objetivo: Monitorar cessar-fogo na guerra civil do Tadjiquistão
    - Status: Terminou em maio de 2000
- 1995 UN Angola Verification Mission III (UNAVEM III)
  - Objetivo: Monitorar cessar-fogo e desarmamento
    - Status: Terminou em junho de 1997, mas continua a missão de acompanhamento MONUA
- 1995 UN Confidence Restoration Operation in Croatia (UNCRO)
  - Objetivo: Tentar implementar o cessar-fogo
    - Status: Terminou em janeiro de 1996
- 1995 UN Preventive Deployment Force (UNPREDEP)
  - Objetivo: Substituir a UNPROFOR na Macedônia (atual Macedônia do Norte) e  monitorar a fronteira com a Albânia.
    - Status: Terminou em fevereiro de 1999
- 1995 UN Mission in Bosnia and Herzegovina (UNMIBH)
  - Objetivo: Monitorar direitos humanos, retirada de minas, ajuda humanitária
    - Status: Terminou em 31 de dezembro de 2002
- 1996 UN Transitional Administration for Eastern Slavonia, Baranja, and Western Sirmium (UNTAES)
  - Objetivo: Supervisionar a integração da região à Croácia
    - Status: Terminou em janeiro de 1998
- 1996 UN Mission of Observers in Prevlaka (UNMOP)
  - Objetivo: Monitorar a desmilitarização da península de Prevlaka, Croácia
    - Status: Terminou em dezembro de 2002
- 1996 UN Support Mission in Haiti (UNSMIH)
  - Objetivo: Modernizar a polícia e o exército do Haiti
    - Status: Terminou em julho de 1997
- 1997 UN Verification Mission in Guatemala (MINUGUA)
  - Objetivo: Monitorar cessar-fogo na guerra civil da Guatemala
    - Status: Terminou em maio de 1997
- 1997 UN Observer Mission in Angola (MONUA)
  - Objetivo: Monitorar cessar-fogo e desarmamento
    - Status: Terminou em fevereiro de 1999
- 1997 UN Transition Mission in Haiti (UNTMIH)
  - Objetivo: Ajudar a estabilizar o Haiti
    - Status: Terminou em novembro de 1997
- 1997 UN Civilian Police Mission in Haiti (MIPONUH)
  - Objetivo: Modernizar as forças policiais do Haiti
    - Status: Terminou em março de 2000
- 1998 UN Civilian Police Support Group (UNPSG)
  - Objetivo: Monitorar a polícia croata
    - Status: Terminou em outubro de 1998
- 1998 UN Mission in the Central African Republic (MINURCA)
  - Objetivo: Manutenção da segurança e da estabilidade na República Centro-Africana
    - Status: Terminou em fevereiro de 2000
- 1998 UN Observer Mission in Sierra Leone (UNOMSIL)
  - Objetivo: Monitorar desarmamento e desmobilização na Serra Leoa
    - Status: Terminou em outubro de 1999
- 1999 UN Interim Administration Mission in Kosovo (UNMIK)
  - Objetivo: Exercer autoridade administrativa, incluindo administração da justiça no Kosovo
    - Status: Em andamento
- 1999 UN Mission in Sierra Leone (UNAMSIL)
  - Objetivo: Ajudar a estabilizar e desarmar a Serra Leoa
    - Status: Em andamento
- 1999 Missão das Nações Unidas de Apoio a Timor-Leste (UNTAET)
  - Objetivo: Transição de Timor-Leste para a independência
    - Status: Terminou em maio de 2002
- 1999 UN Organization Mission in Democratic Republic of the Congo (MONUC)
  - Objetivo: Monitorar o cessar-fogo na República Democrática do Congo
    - Status: Em andamento

## Década de 2000
- 2000 Missão ONU na Etiópia e Eritreia (UNMEE)
  - Objetivo: O cessar-fogo entre Etiópia e Eritreia
    - Status: Terminou em 2008
- 2002 Missão das Nações Unidas de Suporte ao Timor-Leste (UNMISET)
  - Objetivo: Garantir a segurança e estabilizar o nascente estado do Timor-Leste, durante o período pós-independência
    - Status: Terminou em 20 de maio de 2005
- 2003 Missão das Nações Unidas na Libéria (UNMIL)
  - Objetivo: Cessar-fogo e treinar a polícia nacional
    - Status: Em andamento
- 2004 Operação das Nações Unidas na Costa do Marfim (UNOCI)
  - Objetivo: Facilitar a instauração de um processo de paz
    - Status: Em andamento
- 2004 Missão das Nações Unidas para a Estabilização do Haiti (MINUSTAH)
  - Objetivo: Estabilizar o Haiti
    - Status: Terminou em 2017
- 2004 Operação das Nações Unidas no Burundi (ONUB)
  - Objetivo: Ajudar a implementar os acordos de Arusha
    - Status: Terminou em 2007
- 2005 Missão das Nações Unidas no Sudão (UNMIS)
  - Objetivo: Apoiar a implementação de um tratado de paz, contribuir na assistência humanitária e proteger os direitos humanos
    - Status: Em andamento